# Megalinus
Megalinus är ett släkte av skalbaggar som beskrevs av Étienne Mulsant och Claudius Rey 1877. Megalinus ingår i familjen kortvingar.
Släktet innehåller bara arten Megalinus glabratus.